# Місячне товариство
Місячне товариство («Місячне товариство Бірмінгема», англ. Lunar Society of Birmingham) — клуб та неофіційне вчене товариство британських діячів епохи Просвітництва. До його складу належали промисловці, натурфілософи та інтелігенція, засідання проводилися між 1765 і 1813 роками в Бірмінгемі, Англія.
Спочатку товариство називалося «Місячне коло» (англ. Lunar Circle), «Місячне товариство» стало офіційною назвою з 1775 року. Назва виникла завдяки тому, що товариство збиралося під час повного місяця, так як, за відсутності вуличного освітлення, додаткове світло робило повернення додому після вечері простішим та безпечним. Члени товариства жартома називали себе «lunarticks», що було алюзією на сновиди. Місця зустрічі товариства включали будинки Меттью Болтона, Еразма Дарвіна в Лічфілд, Сохо Гаус і Грейт Бар Хол.
Серед членів товариства були винахідник парової машини Джеймс Ватт, промисловець і партнер Ватта Метью Бултон, один із засновників промислового дизайну Джозайя Веджвуд, видатний хімік Джозеф Прістлі і інші відомі вчені і підприємці.

## Історія
Протягом п'ятдесяти років Місячне товариство пройшло кілька стадій розвитку, залишаючись неформальним об'єднанням. Правила, протоколи засідань, публікації та списки членів суспільства не збереглися, і докази того, що відбувалося в товаристві, були виявлені тільки в листуваннях і щоденниках людей, які брали участь в суспільстві. Тому історики не прийшли до єдиної думки щодо того, що є свідченням членства у Місячному товаристві, хто входить до списку його членів і навіть того, чи існувало воно взагалі. Наприклад, Джозайя Уеджвуд деякими коментаторами зараховується до п'яти «основних членів» товариства , в той час як інші вважають, що він взагалі «не може вважатися справжнім членом» ..
Дати заснування товариства варіюються від «до 1760»  до 1775 . Деякі історики вважають, Місячне товариство припинило існування 1791 , інші, що воно діяло до 1813 .
Попри відсутність визначеності вважається доведеним, що чотирнадцять чоловік брали участь у засіданнях товариства протягом довгого часу і під час періодів активної роботи спільноти: Метью Бултон, Еразм Дарвін, Томас Дей, Річард Еджуорт, Семюел Джон Гальтон, Джеймс Кейр, Джозеф Прістлі, Вілльям Смол, Сжонатан Стокс, Джеймс Ватт, Джозайя Веджвуд, Джон Вайтгерст, Вільям Візерінг .